# Campo-controcampo
Il campo-controcampo è una tecnica utilizzata durante la fase di montaggio di un film, articolata in due distinte inquadrature speculari. Si tratta di uno degli effetti più usati nel linguaggio cinematografico. 

## Tecnica
Di solito viene usato nei dialoghi e mostra alternativamente il primo e il secondo soggetto mentre parlano, o scambiano gesti e sguardi: al botta e risposta corrispondono le inquadrature dell'uno o dell'altro. Il punto di vista può essere soggettivo (come se vedessimo con gli occhi del personaggio) o semi-soggettivo (con la macchina da presa posta in un punto dietro il personaggio in modo da vedere sia lui sia ciò che gli sta davanti), con un punto di vista coerente per altezza e inclinazione col suo. Ad esempio se un personaggio sta parlando da una terrazza con un altro si alterneranno inquadrature dal basso (verso la persona sul balcone) e dall'alto (verso la persona in strada), mantenendo all'incirca il punto di vista dei personaggi. 
Il campo contro-campo può avere varie angolature. Nel cinema classico era di solito di tre quarti, mentre il campo controcampo a 180 gradi era riservato alle (rare) scene di violento contrasto tra i personaggi, secondo l'uso che ne aveva fatto per primo David W. Griffith, nel Giglio infranto (1919). Si possono intendere come campo-controcampo anche i raccordi di soggettiva (dove si mostra un personaggio e poi l'oggetto che sta guardando). Nello spettatore il collegamento spaziale tra i due elementi, soggetto e oggetto, all'interno della stessa azione è immediato e automatico. 
Questa tecnica è una delle più usate nel cinema, per cui alcuni autori hanno anche cercato di superarla con altri mezzi stilistici. Il campo-controcampo è adottato anche nell'ambito del fumetto, eseguito in due vignette consecutive. 